# Protea cynaroides
Protea cynaroides là một loài thực vật có hoa trong họ Quắn hoa. Loài này được (L.) L. miêu tả khoa học đầu tiên.
Loài này phân bố rộng khắp ở tây nam và phía nam Nam Phi, ở khu vực fynbos.
Đây là quốc hoa của Nam Phi.